# Sidi Moussa Lemhaya
Sidi Moussa Lemhaya (franska: Sidi Moussa Lemhaya (CR), Sidi Moussa Lemhaya (Commune Rurale), arabiska: سيدي موسى بن علي) är en kommun i Marocko.   Den ligger i prefekturen Oujda-Angad och regionen Oriental, i den nordöstra delen av landet, 400 km öster om huvudstaden Rabat. Antalet invånare är 3 436.